# Leimholer Mühle
Leimholer Mühle ist ein Ortsteil in Radevormwald im Oberbergischen Kreis im nordrhein-westfälischen Regierungsbezirk Köln in Deutschland.

## Lage und Beschreibung
Leimholer Mühle liegt im Westen von Radevormwald im Tal der Uelfe. Nachbarorte sind Leimhol, Neuenhammer und Im Hagen. Das Ortsbild der Siedlung an der Landesstraße 414 (Uelfe-Wuppertal-Straße) wird durch ein Ensemble aus älteren Bauten einer ehemaligen, 1857 gegründeten Feilenfabrik und dazugekommenen, neuzeitlichen Bauten eines Betriebes zur Herstellung von Stammblättern für die Natursteinindustrie geprägt. Nach Insolvenz 2013 von letzterem und dessen nachfolgendem, mehrfachen Verkauf werden die Gebäude nur noch in geringem Umfang industriegewerblich genutzt.
Der Leimholer Bach mündet innerhalb der Ortschaft in die Uelfe. Unterhalb der Bachmündung verläuft die Uelfe auf einer Länge von 170 Meter unterirdisch durch ein Rohr.
Politisch im Stadtrat von Radevormwald vertreten wird der Ort durch den Direktkandidaten des Wahlbezirks 130.

## Geschichte
1544 lautet die in einer Genehmigungsurkunde genannte Jahreszahl über den Bau und Betrieb einer Mahlmühle. In der Urkunde „Cessionskontrakt“ vom Juni 1746 wird im Zusammenhang mit der Mahlmühle erstmals der Familienname Luhn genannt. In der Literatur wird diese Mühle mit Luhner Mühle bezeichnet.
Eine weitere Mühle im Ort befand sich oberhalb der Luhnschen Mühle. 1797 wurde die bis dahin „Küppers Walkmühle“ genannte Mühle verkauft. 1812 kam diese Mühle durch Erwerb ebenfalls in den Besitz der Familie Luhn, welche die Walk- in eine Mahlmühle verwandelten. Der Ankauf der Mühle führte Johan Luhne, wohnhaft auf dem Hofe Leimhol, im Auftrag seiner Mutter aus. Diese Mühle wird mit Leimholer Mühle bezeichnet.
Die topografische Karte von 1892 bis 1894 zeigt Grundrisse von Gebäuden im Ort Leimhohler Mühle, die mit Fabrik gekennzeichnet sind.

## Wander- und Radwege
Durch den Ort führt der Radevormwalder Radweg 2 Entlang der Uelfe und Wupper.

## Busverbindung
Über die von der Linie 626 bediente Bushaltestelle Luhner Mühle besteht Anbindung an das öffentliche Verkehrsnetz.